# Al-Fu'ah
Al-Fu'ah (tiếng Ả Rập: الفوعة, cũng đánh vần al-Fouaa và al-Fo'ua) là một thị trấn ở miền bắc Syria, một phần hành chính của Tỉnh Idlib, nằm ở phía đông bắc Idlib. Các địa phương lân cận bao gồm Kafriya ở phía tây, Maarrat Misrin ở phía tây bắc, Zardana ở phía bắc, Taftanaz ở phía đông bắc, Ta'um ở phía đông và Binnish và Sarmin ở phía nam. Đồng bằng xung quanh al-Fu'ah nổi tiếng với việc trồng ô liu và quả sung.
Theo Cục Thống kê Trung ương Syria, thị trấn có dân số 10.264 người trong cuộc điều tra dân số năm 2004. Người dân chủ yếu là người Hồi giáo Shia.

## Lịch sử

### Thời trung cổ
Trong các cuộc thập tự chinh, thị trấn là một pháo đài rào cản của Công quốc Antioch. Tuy nhiên, sau khi bắt được Baldwin II của Edessa, cư dân của al-Fu'ah và Maarrat Misrin và Sarmin gần đó đã nổi dậy chống lại những kẻ thống trị Crusader của họ vào năm 1104, gây thương vong nặng nề cho quân đội của họ. Thị trấn sau đó đã bị Fakhr al-Mulk Radwan bắt giữ vào năm 1104. Alsunqur al-Bursuqi của Mosul chiếm al-Fu'ah, cùng với Sarmin, vào năm 1126.
Al-Fu'ah được nhà địa lý người Syria Yaqut al-Hamawi đến thăm vào đầu thế kỷ 13, dưới thời cai trị của Ayyubid. Ông lưu ý rằng đó là một "ngôi làng lớn trong khu phố Halab. Từ đó, tu viện tên là Dair Fu'ah lấy tên của nó. " 
Vào cuối thế kỷ 13, thị trấn được đề cập bởi nhà địa lý người Syria Abu'l-Fida, người mô tả thị trấn là một nơi nổi tiếng ở đồng bằng Aleppo. Ông lưu ý rằng, "trên đồng bằng này là những cây ô liu, vả và những cây khác được trồng".

### Nội chiến Syria
Trong khi hầu hết các thị trấn ở Tỉnh Idlib nằm dưới sự kiểm soát của phiến quân chống chính phủ trong cuộc Nội chiến Syria, al-Fu'ah và thị trấn Kafriya gần đó đã tạo thành một khu vực thân chính phủ cô lập. Theo Trung tâm Tài liệu Syria, vào tháng 4 năm 2012, phiến quân đã bắt cóc mười một thành viên của Trung tâm Nghiên cứu Khoa học Chính phủ ở al-Fu'ah. Vào tháng 7 năm 2012, một đơn vị phiến quân đã bắt cóc ba thường dân Hồi giáo Shia từ thị trấn với mục đích đã nêu là đổi chúng lấy vũ khí phòng không. Đáp lại, một số cư dân của al-Fu'ah đã bắt cóc 32 người Hồi giáo Sunni từ Taftanaz, Saraqib và Binnish gần đó. Sau hai tuần đàm phán, tất cả các tù nhân đã được thả ra một cách an toàn.
Vào ngày 18 tháng 9 năm 2015, al-Fu'ah đã bị hư hỏng nặng, sau một vụ đánh bom tự sát với một chiếc xe bọc thép chứa đầy chất nổ từ nhóm phiến quân do người đứng đầu là người Imam Bukhari Jamaat, một chi nhánh của al-Qaeda.
Thị trấn đã bị phiến quân bao vây và vào ngày 11 tháng 1 năm 2016, Ủy ban Chữ thập đỏ Quốc tế và Chương trình Lương thực Thế giới đã tổ chức một đoàn xe viện trợ để cung cấp thực phẩm, thuốc men và các viện trợ khác cho thị trấn và làng Kafriya gần đó.
Vào ngày 19 tháng 7 năm 2018, cư dân của Fua và Kafriya và các máy bay chiến đấu của chính phủ đóng quân ở hai thị trấn bị bao vây đã được sơ tán bằng xe buýt đến Aleppo do chính phủ kiểm soát theo thỏa thuận giữa Iran, chính phủ Syria và Hayat Tahrir al-Sham, với Thổ Nhĩ Kỳ làm trung gian hòa giải. Chế độ Assad đã cố gắng môi giới một thỏa thuận với Al-Qaeda để thả 1.500 tù nhân Al-Qaeda để đổi lấy việc sơ tán an toàn cho những dân làng thân chế độ này. Al-Qaeda đã kích nổ một quả bom trong khi Al-Fu'ah và Kafriya đang được sơ tán giết chết hơn một trăm người ủng hộ chế độ Syria. Sau khi sơ tán, các thị trấn trống rỗng đã được HTS tuyên bố là khu quân sự.